# Dirty Day
"Dirty Day" é uma canção da banda irlandesa de rock U2. É a nona faixa do álbum Zooropa (1993). A música foi composta pela banda como um todo, enquanto a letra foi escrita por Bono e The Edge. A canção, junto à "Numb", marca as primeiras contribuições líricas de Edge para uma música do U2 desde "Van Dieman's Land" em Rattle and Hum (1988), e indicou sua presença crescente como segundo letrista na banda; ele iria contribuir com letras para todas as faixas do próximo álbum do grupo, Pop (1997).
Duas mixagens alternativas de "Dirty Day", com os subtítulos "Junk Day" e "Bitter Kiss", apareceram no single "Please", com a primeira também aparecendo no segundo disco de The Best of 1990-2000 & B-Sides (2002). Uma versão regravada de "Dirty Day" apareceu no álbum Songs of Surrender (2023); é uma das duas faixas de Zooropa, sendo a outra "Stay (Faraway, So Close!)".

## Antecedentes
"Dirty Day" está na tonalidade D♭ e é tocada em tempo comum a um andamento de 103 BPM. É uma das quatro músicas de Zooropa mixadas por Robbie Adams, ao lado de "Numb", "Some Days Are Better Than Others" e "The Wanderer". Bono alterna entre seu alcance vocal padrão e um alcance de falsete durante os versos e a ponte. Camadas de sintetizador tocam uma nota A♭ alta sustentada ao longo da música, ao lado de um riff de guitarra/baixo em uníssono repetido por Edge e Adam Clayton sustentando a música. A canção surgiu de jam sessions ocorridas durante a criação do álbum.
Descrita por Bono como uma "música de pai e filho", a letra retrata um pai voltando para casa de seu filho abandonado, sem ser reconhecido. O título da música foi inspirado em uma frase comumente usada pelo pai de Bono, que era conhecido por se referir aos dias ruins como "dias sujos". Outras frases que aparecem na música, incluindo "Eu não te conheço e você não sabe nem a metade" e "nenhum sangue é mais grosso que a tinta" também eram frases comumente usadas por seu pai. A letra "estes dias, dias, dias, fogem como cavalos sobre a colina", repetida durante o fade out, é uma referência a The Days Run Away Like Wild Horses Over the Hill, uma coleção de poesia do escritor Charles Bukowski.

## Recepção
"Dirty Day" obteve uma recepção geralmente positiva da crítica. Caryn Rose, do Vulture, colocou a música em 83.º lugar em sua classificação de todas as 234 músicas do U2, elogiando sua "mistura de contrastes", incluindo as mudanças na dinâmica entre a introdução e o clímax da música e o desempenho vocal de Bono. Em sua crítica de Zooropa, The Austin Chronicle sentiu que a música, junto à "Numb", viu a banda "atingir um equilíbrio quase perfeito entre a vanguarda e o testado e comprovado".

## Performances ao vivo
Depois de ser apresentada durante a etapa "Zoomerang/New Zooland", de 1993, da turnê Zoo TV, "Dirty Day" permaneceu ausente das setlists por 25 anos antes de retornar para três shows na turnê Experience + Innocence, em 2018. Durante a apresentação, Bono falou ao público sobre o relacionamento dos membros da banda com seus pais enquanto cresciam em Dublin; então chamou seus nomes conforme eram mostrados na tela do palco.
Uma apresentação da música em Sydney, Austrália, aparece no vídeo Zoo TV: Live from Sydney (1993).